# NGC 366
NGC 366 este un roi deschis situat în constelația Cassiopeia. A fost descoperit în 27 octombrie 1829 de către John Herschel.